# Grafton Regis
Grafton Regis est une paroisse civile et un village du Northamptonshire, en Angleterre.